# Ėgoistka
| Recensione | Giudizio |
| ---------- | -------- |
| InterMedia | 6/10     |

Ėgoistka (in russo Эгоистка?) è un singolo della cantante russa Zivert, pubblicato il 29 novembre 2024.
È stato candidato per due premi RU.TV, uno per la miglior canzone e l'altro per il miglior video musicale.

## Video musicale
Il video, diretto da Kate Yak, è stato reso disponibile il 5 febbraio 2025 attraverso il canale YouTube dell'artista.

## Tracce
Testi di Julija Dmitrievna Zivert, Arkadij Aleksandrov e Bogdan Leonovič, musiche di Julija Dmitrievna Zivert, Arkadij Aleksandrov, Bogdan Leonovič e Lyriq.
Download digitale, streaming
1. Ėgoistka – 3:16

Download digitale, streaming – Phurs & Harddope Remix
1. Ėgoistka (Phurs & Harddope Remix) – 3:08

## Formazione
- Zivert – voce
- Arkadij Aleksandrov – produzione
- Alex Davia – missaggio

## Classifiche
| Classifica (2024-25) | Posizione massima |
| -------------------- | ----------------- |
| Bielorussia          | 24                |
| Estonia              | 27                |
| Kazakistan           | 1                 |
| Moldavia             | 3                 |
| Russia               | 1                 |